# Lijst van nummer 1-hits in Frankrijk in 1991
Deze hits stonden in 1991 op nummer 1 in de SNEP Single Top 50, de bekendste hitlijst in Frankrijk.
| Datum        | Artiest                         | Titel                             |
| ------------ | ------------------------------- | --------------------------------- |
| 5 januari    | François Feldman                | Petit Frank                       |
| 12 januari   | François Feldman                | Petit Frank                       |
| 19 januari   | Félix Gray & Didier Barbelivien | Il faut laisser le temps au temps |
| 26 januari   | Félix Gray & Didier Barbelivien | Il faut laisser le temps au temps |
| 2 februari   | Enigma                          | Sadeness (Part I)                 |
| 9 februari   | Enigma                          | Sadeness (Part I)                 |
| 16 februari  | Enigma                          | Sadeness (Part I)                 |
| 23 februari  | Enigma                          | Sadeness (Part I)                 |
| 2 maart      | Enigma                          | Sadeness (Part I)                 |
| 9 maart      | Scorpions                       | Wind of change                    |
| 16 maart     | Scorpions                       | Wind of change                    |
| 23 maart     | Scorpions                       | Wind of change                    |
| 30 maart     | Scorpions                       | Wind of change                    |
| 6 april      | Scorpions                       | Wind of change                    |
| 13 april     | Scorpions                       | Wind of change                    |
| 20 april     | Scorpions                       | Wind of change                    |
| 27 april     | Mylène Farmer                   | Désenchantée                      |
| 4 mei        | Mylène Farmer                   | Désenchantée                      |
| 11 mei       | Mylène Farmer                   | Désenchantée                      |
| 18 mei       | Mylène Farmer                   | Désenchantée                      |
| 25 mei       | Mylène Farmer                   | Désenchantée                      |
| 1 juni       | Mylène Farmer                   | Désenchantée                      |
| 8 juni       | Mylène Farmer                   | Désenchantée                      |
| 15 juni      | Mylène Farmer                   | Désenchantée                      |
| 22 juni      | Mylène Farmer                   | Désenchantée                      |
| 29 juni      | Les Inconnus                    | Auteuil neuilly passy             |
| 6 juli       | Les Inconnus                    | Auteuil neuilly passy             |
| 13 juli      | Les Inconnus                    | Auteuil neuilly passy             |
| 20 juli      | Lagaf'                          | La zoubida                        |
| 27 juli      | Les Inconnus                    | Auteuil neuilly passy             |
| 3 augustus   | Lagaf'                          | La zoubida                        |
| 10 augustus  | Lagaf'                          | La zoubida                        |
| 17 augustus  | Lagaf'                          | La zoubida                        |
| 24 augustus  | Lagaf'                          | La zoubida                        |
| 31 augustus  | Lagaf'                          | La zoubida                        |
| 7 september  | Lagaf'                          | La zoubida                        |
| 14 september | Lagaf'                          | La zoubida                        |
| 21 september | Lagaf'                          | La zoubida                        |
| 28 september | Lagaf'                          | La zoubida                        |
| 5 oktober    | Lagaf'                          | La zoubida                        |
| 12 oktober   | Bryan Adams                     | (Everything I do) I do it for you |
| 19 oktober   | Bryan Adams                     | (Everything I do) I do it for you |
| 26 oktober   | Bryan Adams                     | (Everything I do) I do it for you |
| 2 november   | Bryan Adams                     | (Everything I do) I do it for you |
| 9 november   | Bryan Adams                     | (Everything I do) I do it for you |
| 16 november  | Bryan Adams                     | (Everything I do) I do it for you |
| 23 november  | Bryan Adams                     | (Everything I do) I do it for you |
| 30 november  | Bryan Adams                     | (Everything I do) I do it for you |
| 7 december   | Patrick Bruel                   | Qui a le droit... (Live)          |
| 14 december  | Patrick Bruel                   | Qui a le droit... (Live)          |
| 21 december  | Patrick Bruel                   | Qui a le droit... (Live)          |
| 28 december  | Patrick Bruel                   | Qui a le droit... (Live)          |